# Pseudoacontias madagascariensis
Pseudoacontias madagascariensis är en ödleart som beskrevs av  Bocage 1889. Pseudoacontias madagascariensis ingår i släktet Pseudoacontias och familjen skinkar. IUCN kategoriserar arten globalt som otillräckligt studerad.
Artens utbredningsområde är Madagaskar. Inga underarter finns listade i Catalogue of Life.